# ハーミーズ (空母・2代)
ハーミーズ (HMS Hermes, R12) はイギリス海軍の航空母艦。セントー級航空母艦の4番艦。
イギリス海軍で就役した最後の従来型航空母艦である。最初はCATOBAR式の軽空母であったが、後にCATOBAR空母としての能力の陳腐化からコマンド母艦（ヘリコプター揚陸艦）、次いで対潜空母に改装され、最終的にはハリアーやシーハリアーなどを運用するSTOVL空母となった。日本ではハーミスまたはハーミズとして知られている。

## 艦歴
第二次世界大戦中の1944年にヴィッカース・アームストロング社バロー・イン・ファーネス造船所で「エレファント(Elephant)」として起工された。
1945年に建造が一時中止されたが、1952年に造船台をあけるために工事が再開され、1953年2月16日に船体は進水した。1957年まで完成せず、大規模改装の後1959年11月18日に就役した。この時の改装によって就役時より蒸気カタパルトやアングルド・デッキを装備し、ジェット機運用能力を有することとなった。
しかし、次第に大型化するジェット機の前に対応することが難しくなり、シービクセンの後継艦上戦闘機として選定されたファントムの運用に対応できなかったことから、1971年にはカタパルトやアレスティング・ワイヤを撤去してコマンド母艦へ改装された。その後、1976年に対潜空母として再改装された後、1980年から1981年に12°のスキージャンプ勾配設置などの改装が行われ、BAe シーハリアーを運用するV/STOL空母となった。
1981年に退役する予定であったが、フォークランド紛争勃発により急いで整備をおこなった後イギリス艦隊の旗艦となり、直前に就役したインヴィンシブル級（軽空母）「インヴィンシブル」と共に海軍航空隊のシーハリアーを搭載して作戦行動を行った他、SASと海兵隊の兵員を運んだ。余談だが、オーストラリア海軍は当時、空母メルボルンの代艦としてイギリスからインヴィンシブルを購入する予定であったが、フォークランド紛争の勃発に伴いインヴィンシブルの代わりに本艦を購入するのはどうかと提案したというが、結果的にこれは実を結ばなかった。
1984年4月12日に退役、1985年に除籍されて1986年にインドへと売却され、1987年5月、インド海軍の「ヴィラート」として再就役した。ヴィラートは2017年3月6日で退役となった。

## 搭載機変遷
CATOBAR時代
初代
- 803 NAS - シミターF.1艦上戦闘攻撃機8機
- 890 NAS - シービクセンFAW.2艦上戦闘機12機
- 814 NAS - ウェセックスHAS.3救難ヘリコプター5機
- 849 NAS - ガネットAEW.3早期警戒機

二代目
- 804 NAS - シミターF.1艦上戦闘攻撃機8機
- 890 NAS - シービクセンFAW.2艦上戦闘機12機
- 820 NAS - ホワールウィンドHAS.7救難ヘリコプター5機
- 849 NAS - ガネットAS.4対潜哨戒機

三代目
- 809 NAS - ブラックバーン バッカニア S.2複座艦上攻撃機7機
- 892 NAS - デ・ハビランド DH.110 シービクセン FAW.2全天候艦上戦闘機12機
- 849 NAS - A flt. フェアリー ガネットAEW.3艦上対潜哨戒機4機
- 849 NAS - フェアリー ガネットCOD.4艦上輸送機1機
- 826 NAS. 5 - ウェセックス HAS.3対潜哨戒ヘリコプター5機
- Ships Flight ウェセックス HAS.1 空中救難ヘリコプター1機

V/STOL改装後
- 800 NAS - シーハリアーFRS.1艦上攻撃機5機
- 826 NAS - シーキングHAS.5早期警戒ヘリコプター12機

フォークランド紛争時
- 800 NAS - シーハリアーFRS.1艦上攻撃機16機
- 826 NAS - シーキングHAS.5早期警戒ヘリコプター5機
- 846 NAS - シーキングHC.4汎用ヘリコプター5機
- No. 1 Squadron RAF - ハリアーGR.3攻撃機10機